# Canonichesse di Sant'Agostino della Congregazione di Nostra Signora
Le Canonichesse di Sant'Agostino della Congregazione di Nostra Signora sono un istituto religioso femminile di diritto pontificio.

## Storia

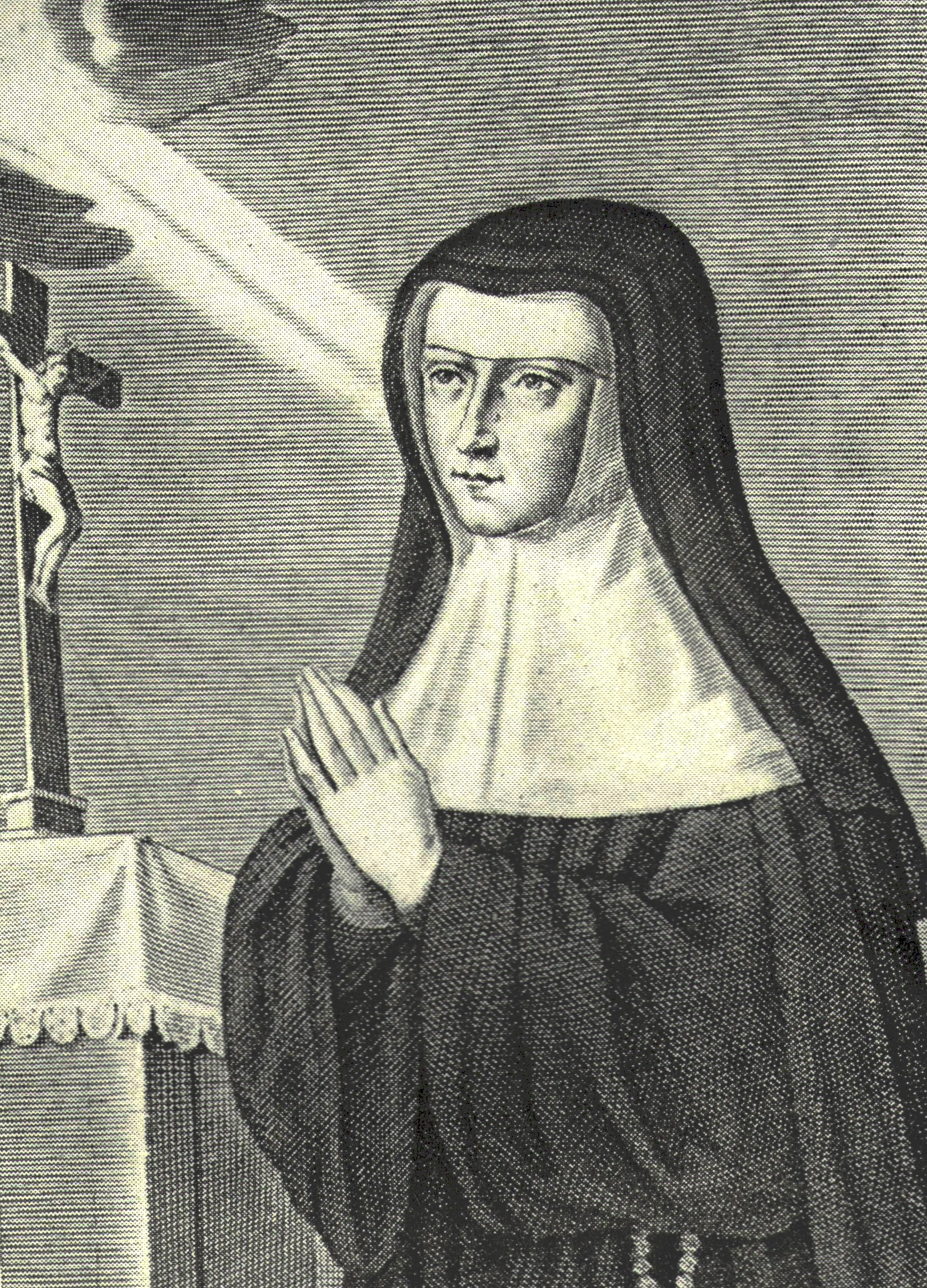
Alessia Le Clerc, confondatrice della congregazione

La congregazione di queste canonichesse sorse in Lorena alla fine del XVI secolo a opera di Pietro Fourier (1564-1640), dei Canonici Regolari di Sant'Agostino, e di Alix Le Clerc (1576-1622): parroco dei villaggi di Mattaincourt e Hymont, nel 1597 il Fourier affidò la scuola locale a una piccola comunità di donne guidata dalla Le Clerc, sua fedele discepola. Il 25 dicembre di quell'anno la giovane si consacrò a Dio insieme a quattro compagne. La congregazione si diffuse rapidamente ed aprì scuole in numerose città del ducato di Lorena (Poussay, Mattaincourt, Saint-Mihiel, Nancy) e poi anche al di fuori (Verdun, Châlons). Papa Urbano VIII concesse alle religiose la bolla d'approvazione nel 1628.
Le comunità, in origine, avevano un'organizzazione monastica e ogni casa era autonoma. Agli inizi del XX secolo iniziò un processo di riunificazione che portò vari monasteri a federarsi e a costituire l'unione di Jupille (1910) e poi l'unione Romana (1932): nel 1963 le due unioni, che comprendevano ormai la quasi totalità delle case, si fusero in un'unica congregazione con sede a Roma, alla quale si unirono anche le rimanenti case.

## Attività e diffusione
Le Canonichesse di Sant'Agostino sono dedite all'istruzione e all'educazione cristiana della gioventù.
Sono presenti in Belgio, Francia, Gran Bretagna, Italia, Lussemburgo, Paesi Bassi, Slovacchia, Ungheria, Repubblica Democratica del Congo, Brasile, Messico, Hong Kong e Vietnam: la sede generalizia è a Roma.
Al 31 dicembre 2005, la congregazione contava 557 religiose in 94 case.